# Beu (commune)
Pour les articles homonymes, voir Beu.
Beu (ou Beni) est une commune de la ville de Beni dans la province du Nord-Kivu de la République démocratique du Congo.